# 에런 마일스
에런 웨이드 마일스(영어: Aaron Wade Miles, 1976년 12월 15일 ~ )는 미국의 은퇴한 프로 야구 선수로 현역 시절에는 메이저 리그 베이스볼의 팀에서 내야수로 뛰었다.